# Lift Airline
LIFT Airline es una aerolínea sudafricana que se lanzó el 10 de diciembre de 2020 al comienzo de la temporada de vacaciones de verano en Sudáfrica.  Opera en las principales rutas nacionales desde el Aeropuerto Internacional O. R. Tambo de Johannesburgo utilizando una flota de aviones de fuselaje estrecho Airbus A320, operados por Global Aviation.

## Historia
Lift se estableció en octubre de 2020 y comenzó a operar el 10 de diciembre de 2020. El nombre, Lift, fue seleccionado después de que el público fuera invitado a nombrar la aerolínea en una campaña de redes sociales. Se recibieron más de 25.000 nombres con Lift presentado por ocho concursantes, todos los cuales acordaron compartir el premio principal de vuelos gratuitos durante un año. Sus nombres están inscritos en el cuerpo del primer avión que despegó. El nuevo nombre de la aerolínea fue revelado el 29 de octubre de 2020 y fue seleccionado porque refleja optimismo.

## Propiedad
LIFT es una empresa conjunta entre el ex director ejecutivo de Kulula.com, Gideon Novick, el exejecutivo de Uber, Jonathan Ayache, y la compañía local de arrendamiento de aeronaves Global Airways, un especialista en ATMS (Aeronaves, Tripulación, Mantenimiento y Seguros) con sede en Sudáfrica que opera una flota mixta de  Aviones Airbus A320 y Airbus A340.

## Destinos
Lift sirve los siguientes destinos:
| Provincia                     | Ciudad          | Aeropuerto                                  | Notas      |
| ----------------------------- | --------------- | ------------------------------------------- | ---------- |
| Provincia de Gauteng          | Johannesburgo   | Aeropuerto Internacional OR Tambo           | Hub        |
| Provincia del Cabo Occidental | Ciudad del Cabo | Aeropuerto Internacional de Ciudad del Cabo |            |
| Provincia del Cabo Occidental | George          | Aeropuerto de George                        | Estacional |

## Flota
la flota de Lift consiste de las siguientes aeronaves:
- Datos: Q102249018